# Joy (Illinois)
Joy é uma vila localizada no estado americano de Illinois, no Condado de Mercer.

## Demografia
Segundo o censo americano de 2000, a sua população era de 373 habitantes.
Em 2006, foi estimada uma população de 356, um decréscimo de 17 (-4.6%).

## Geografia
De acordo com o United States Census Bureau tem uma área de
1,1 km², dos quais 1,1 km² cobertos por terra e 0,0 km² cobertos por água. Joy localiza-se a aproximadamente 174 m acima do nível do mar.

## Localidades na vizinhança
O diagrama seguinte representa as localidades num raio de 20 km ao redor de Joy.